# 新魯德尼亞 (日托米爾區)
50°11′11″N 28°19′48″E / 50.18639°N 28.33000°E

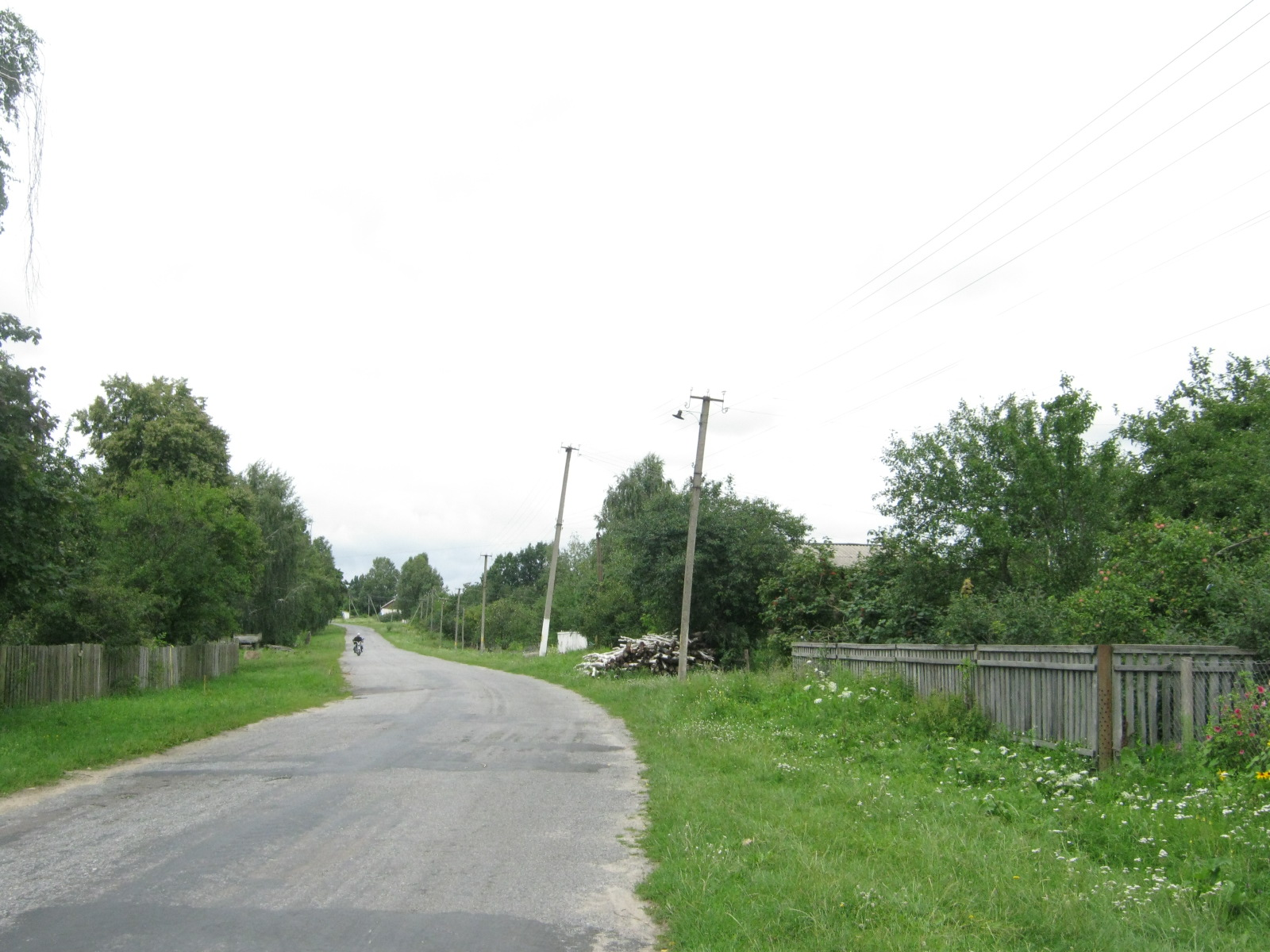

新魯德尼亞（烏克蘭語：Нова Рудня），是烏克蘭北部的村莊，隸屬日托米爾州的日托米爾區。該村面積1.66平方公里，海拔高度210米，2001年人口219，人口密度每平方公里132.17人。